# Ранульф I (граф Ангулема)
Ранульф Бомпар (фр. Ranulf Ier Bompar, лат. Rannulfus Bomparius; погиб 27 июля 975) — граф Ангулема и Перигора из дома Тайлеферов. Младший сын Бернара I Перигорского и его второй жены Жерсинды.
В 962 году один за другим умерли его старшие братья Арно Барнабе (Arnuldus Borracio) и Гильом Талейран (Willelmus Talerandus), и Ранульф Бомпар унаследовал родовые владения.
Через несколько лет свои права на Ангулем предъявил Арно Манцер, незаконнорождённый сын графа Гильома II. Его поддержал герцог Аквитании.
Спор решился 27 июля 975 года на поле боя. В этом сражении Ранульф Бомпар был убит, и Ангулем захватил Арно Манцер. 
В Перигоре после краткого правления Ришара Простого (Richard Insipiens), брата Ранульфа, утвердился их племянник Эли I де Ла Марш. Вероятно, он отстранил  от власти Ришара (судя по прозвищу - страдавшего слабоумием).